# KK Alytus
Krepšinio Klubas Alytus es un club de baloncesto lituano, con sede en la ciudad de Alytus. Fundado en 2005, compite en la Nacionalinė Krepšinio Lyga, la segunda competición de su país. Disputan sus partidos como local en el Alytaus arena, con capacidad para 5000 espectadores.

## Historial en la Liga de Lituania
- 2007-2008 - 4.º
- 2008-2009 – 9.º
- 2009-2010 – 12.º
- 2010-2011 – 13.º

## Jugadores célebres
- Saulius Kazevičius (2009-2010)
- Stanislav Medvedenko (1998-1999)